# Charles Eric Maine
Charles Eric Maine, pseudônimo de David McIlwain (21 de janeiro de 1921—30 de novembro de 1981), foi um escritor inglês de ficção científica, cujas obras mais destacadas foram publicadas nos anos 1950 e anos 1960. Suas histórias quase sempre eram thrillers que lidavam com descobertas científicas recentes. Um de seus trabalhos mais notáveis é Timeliner, onde um cientista que está testando uma máquina do tempo é proje(c)tado no futuro por um colega de profissão, o qual estava tendo um caso com a mulher do primeiro.